# Ruy Seabra
Ruy Seabra (ur. w 1947 roku) – portugalski trener piłkarski.

## Kariera
W 1986 roku Seabra został selekcjonerem reprezentacji Portugalii. W roli tej zadebiutował 12 października 1986 roku w zremisowanym 1:1 meczu eliminacji Mistrzostw Europy 1988 ze Szwecją. Portugalię poprowadził łącznie w sześciu spotkaniach, z czego jedno było wygrane, cztery zremisowane i jedno przegrane. W marcu 1987 roku zrezygnował z zajmowanego stanowiska. Zastąpił go Juca.

## Źródła
- Profil na eu-football.info (ang.)